# 무한나드 아시리
무한나드 아흐메드 아부 라디아 아시리(1986년 10월 14일 ~ , 아랍어: مهند أحمد أبو رديه عسيري)는 사우디아라비아의 전 축구 선수이다. 포지션은 스트라이커였다.

## 국가대표 경력
2018년 사우디아라비아 축구 국가대표팀 2018년 FIFA 월드컵 최종명단에 이름이 올랐다.

### 국가대표팀 득점
Scores and results list Saudi Arabia's goal tally first.
| #  | 경기일     | 경기장소             | 상대팀       | 득점 | 결과 | 비고          |
| -- | ---------- | -------------------- | ------------ | ---- | ---- | ------------- |
| 1. | 2010/10/09 | 사우디아라비아, 지다 | 우즈베키스탄 | 2–0  | 4–0  | 친선경기      |
| 2. | 2010/10/09 | 사우디아라비아, 지다 | 우즈베키스탄 | 3–0  | 4–0  | 친선경기      |
| 3. | 2010/11/22 | 예멘, 아덴           | 예멘         | 3–0  | 4–0  | 2010년 걸프컵 |
| 4. | 2018/02/26 | 사우디아라비아, 지다 | 몰도바       | 3–0  | 3–0  | 친선경기      |

## 수상

### 클럽
- 챔피언스컵: 2014

알아흘리
- 크라운 프린스 컵: 2014-15
- 프로리그: 2015-16
- 챔피언스컵: 2016
- 사우디 슈퍼 컵: 2016